# Abyssoanthidae
Abyssoanthidae es una familia de cnidarios de la clase Anthozoa.

## Especies
- Abyssoanthus[2]